# ویندزور (کنتیکت)
ویندزور (به انگلیسی: Windsor) یک منطقهٔ مسکونی در ایالات متحده آمریکا است که در شهرستان هارتفورد، کنتیکت واقع شده‌است.
 ویندزور ۸۰٫۲ کیلومتر مربع مساحت و ۲۹٬۰۴۴ نفر جمعیت دارد و ۱۷٫۳۷ متر بالاتر از سطح دریا واقع شده‌است.